# سيكويا دائمة الخضرة أبرص

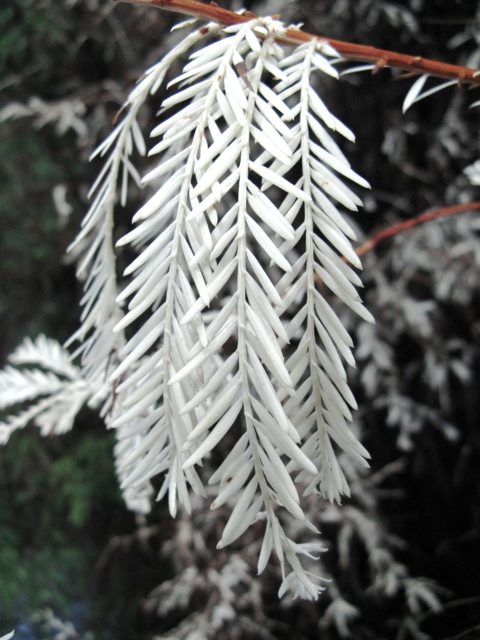
أوراق سيكويا دائمة الخضرة أبرص

سيكويا دائمة الخضرة أبرص (بالإنجليزية: Albino redwood)‏ هي نوع شجر السيكويا دائمة الخضرة يدعى غير قادر تماماً على إنتاج الكلوروفيل اللازم للتمثيل الضوئي ولكي تحل هذه الشجرة تلك المشكلة تقوم بربط جذورها مع جذور السيكويا العملاقة دائمة الخضرة وتعيش كامل حياتها متطفلة عليها.